# Villaputzu
Villaputzu – miejscowość i gmina we Włoszech, w regionie Sardynia, w prowincji Sud Sardegna.
Według danych na rok 2004 gminę zamieszkiwały 4733 osoby, 26,1 os./km². Graniczy z Armungia, Arzana, Ballao, Escalaplano, Jerzu, Muravera, Perdasdefogu, San Vito, Ulassai i Villasalto.